# Giuseppe Figliomeni
Giuseppe Figliomeni (Reggio Calabria, 2 giugno 1987) è un dirigente sportivo ed ex calciatore italiano, di ruolo difensore, direttore sportivo del Campobasso.

## Carriera

### Club
Nato a Reggio Calabria, Figliomeni ha iniziato la sua carriera professionistica con una squadra calabrese, il Crotone. Ha fatto il suo debutto Serie B l'8 dicembre 2006, in sostituzione di Dante López negli ultimi minuti.
Il 5 gennaio 2007 viene ceduto in prestito con diritto di riscatto all'Inter e gioca con la formazione Primavera, vincendo il campionato, e ricevendo inoltre, varie convocazioni da Roberto Mancini in prima squadra, senza mai giocare. A fine stagione la società di Milano decide di non riscattarlo e quindi ritorna al Crotone.
Dopo essersi svincolato dal club calabrese, il 23 luglio 2009, diviene un calciatore dell'Arezzo che disputa il campionato di Lega Pro Prima Divisione.
A luglio del 2010 ritorna a giocare in Serie B passando al Varese. Con la squadra lombarda gioca fino a gennaio 2012, quando nel mercato di riparazione viene mandato in prestito alla Nocerina sempre in Serie B. Termina la stagione con la Nocerina che retrocede in Lega Pro Prima Divisione.
Così il 24 luglio 2012 resta sempre in Campania, ma passa in comproprietà alla Juve Stabia che disputa sempre la Serie B per la stagione successiva.
L'anno successivo viene acquistato dal Latina disputando sempre il campionato di Serie B. Nel settembre 2014, passa in prestito al Vicenza ripescato in Serie B. Trovando poco spazio in rosa, a Gennaio 2015 rientra dal prestito al Latina dove conclude la stagione.
Il 31 agosto 2016 firma un contratto biennale con il Trapani.
il 23 gennaio 2017 passa a titolo definitivo al Foggia in Lega Pro. Il 23 aprile 2017 conquista la promozione in Serie B con la vittoria del campionato e del girone C. Dopo una partita in B, scende in C a Catanzaro dove ci rimane per un'anno e mezzo per poi andare a Gozzano.
Conclude la sua carriera tra i dilettanti, tra Casarano, Acireale e Matera

### Dirigente
Inizia la sua carriera da direttore sportivo nella Gelbison nella stagione 2024-2025, dove arriva al secondo posto in Serie D. Per questo, per la stagione successiva, viene chiamato dal Campobasso in Serie C.

## Statistiche

### Presenze e reti nei club
| Stagione           | Squadra            | Campionato         | Campionato | Campionato | Coppe nazionali | Coppe nazionali | Coppe nazionali | Coppe continentali | Coppe continentali | Coppe continentali | Altre coppe | Altre coppe | Altre coppe | Totale | Totale |
| Stagione           | Squadra            | Comp               | Pres       | Reti       | Comp            | Pres            | Reti            | Comp               | Pres               | Reti               | Comp        | Pres        | Reti        | Pres   | Reti   |
| ------------------ | ------------------ | ------------------ | ---------- | ---------- | --------------- | --------------- | --------------- | ------------------ | ------------------ | ------------------ | ----------- | ----------- | ----------- | ------ | ------ |
| 2004-2005          | Crotone            | B                  | 0          | 0          | CI              | 0               | 0               | -                  | -                  | -                  | -           | -           | -           | 0      | 0      |
| 2005-2006          | Crotone            | B                  | 0          | 0          | CI              | 0               | 0               | -                  | -                  | -                  | -           | -           | -           | 0      | 0      |
| ago.-dic. 2006     | Crotone            | B                  | 1          | 0          | CI              | 0               | 0               | -                  | -                  | -                  | -           | -           | -           | 1      | 0      |
| gen.-giu. 2007     | Inter              | A                  | 0          | 0          | CI              | 0               | 0               | UCL                | 0                  | 0                  | SI          | -           | -           | 0      | 0      |
| 2007-2008          | Crotone            | C1                 | 3          | 0          | CI              | 0               | 0               | -                  | -                  | -                  | -           | -           | -           | 3      | 0      |
| 2008-2009          | Crotone            | 1D                 | 15+2       | 2          | CI              | 3               | 0               | -                  | -                  | -                  | -           | -           | -           | 20     | 2      |
| Totale Crotone     | Totale Crotone     | Totale Crotone     | 19+2       | 2          |                 | 3               | 0               |                    | -                  | -                  |             | -           | -           | 24     | 2      |
| 2009-2010          | Arezzo             | 1D                 | 24+2       | 2          | CI              | 1               | 0               | -                  | -                  | -                  | -           | -           | -           | 27     | 2      |
| 2010-2011          | Varese             | B                  | 6          | 0          | CI              | 1               | 0               | -                  | -                  | -                  | -           | -           | -           | 7      | 0      |
| 2011-gen. 2012     | Varese             | B                  | 6          | 1          | CI              | 1               | 0               | -                  | -                  | -                  | -           | -           | -           | 7      | 1      |
| Totale Varese      | Totale Varese      | Totale Varese      | 12         | 1          |                 | 2               | 0               |                    | -                  | -                  |             | -           | -           | 14     | 1      |
| gen.-giu. 2012     | Nocerina           | B                  | 14         | 1          | CI              | 0               | 0               | -                  | -                  | -                  | -           | -           | -           | 14     | 1      |
| 2012-2013          | Juve Stabia        | B                  | 28         | 0          | CI              | 1               | 0               | -                  | -                  | -                  | -           | -           | -           | 29     | 0      |
| ago. 2013          | Juve Stabia        | B                  | 1          | 0          | CI              | 2               | 0               | -                  | -                  | -                  | -           | -           | -           | 3      | 0      |
| Totale Juve Stabia | Totale Juve Stabia | Totale Juve Stabia | 29         | 0          |                 | 3               | 0               |                    | -                  | -                  |             | -           | -           | 32     | 0      |
| ago. 2013-2014     | Latina             | B                  | 12         | 1          | CI              | 0               | 0               | -                  | -                  | -                  | -           | -           | -           | 12     | 1      |
| 2014-gen. 2015     | Vicenza            | B                  | 6          | 0          | CI              | 0               | 0               | -                  | -                  | -                  | -           | -           | -           | 6      | 0      |
| gen.-giu. 2015     | Latina             | B                  | 6          | 0          | CI              | 0               | 0               | -                  | -                  | -                  | -           | -           | -           | 6      | 0      |
| 2015-2016          | Latina             | B                  | 7          | 0          | CI              | 0               | 0               | -                  | -                  | -                  | -           | -           | -           | 7      | 0      |
| Totale Latina      | Totale Latina      | Totale Latina      | 25         | 1          |                 | 0               | 0               |                    | -                  | -                  |             | -           | -           | 25     | 1      |
| 2016-gen. 2017     | Trapani            | B                  | 7          | 0          | CI              | 0               | 0               | -                  | -                  | -                  | -           | -           | -           | 7      | 0      |
| gen.-giu. 2017     | Foggia             | LP                 | 4          | 0          | CI+CI-LP        | -               | -               | -                  | -                  | -                  | SLP         | 2           | 0           | 6      | 0      |
| 2017-2018          | Foggia             | B                  | 1          | 0          | CI              | 0               | 0               | -                  | -                  | -                  | -           | -           | -           | 1      | 0      |
| Totale Foggia      | Totale Foggia      | Totale Foggia      | 5          | 0          |                 | 0               | 0               |                    | -                  | -                  |             | 2           | 0           | 7      | 0      |
| 2018-2019          | Catanzaro          | C                  | 19+2       | 2          | CI-C            | 3               | 0               | -                  | -                  | -                  | -           | -           | -           | 24     | 2      |
| 2019-gen. 2020     | Catanzaro          | C                  | 8          | 0          | CI+CI-C         | 1+1             | 0+0             | -                  | -                  | -                  | -           | -           | -           | 10     | 0      |
| Totale Catanzaro   | Totale Catanzaro   | Totale Catanzaro   | 27+2       | 2          |                 | 5               | 0               |                    | -                  | -                  |             | -           | -           | 34     | 2      |
| gen.-giu. 2020     | Gozzano            | C                  | 4          | 0          | CI+CI-C         | -               | -               | -                  | -                  | -                  | -           | -           | -           | 4      | 0      |
| 2020-2021          | Casarano           | D                  | 18+1       | 3          | -               | -               | -               | -                  | -                  | -                  | -           | -           | -           | 19     | 3      |
| 2021-2022          | Acireale           | D                  | 25         | 4          | CI-D            | 1               | 0               | -                  | -                  | -                  | -           | -           | -           | 26     | 4      |
| 2022-2023          | Matera             | D                  | 7          | 2          | CI-D            | 1               | 0               | -                  | -                  | -                  | -           | -           | -           | 8      | 2      |
| Totale carriera    | Totale carriera    | Totale carriera    | 249+7      | 21         |                 | 16              | 0               |                    | -                  | -                  |             | 2           | 0           | 274    | 21     |

## Palmarès

### Club

#### Competizioni nazionali
- Lega Pro: 1

Foggia: 2016-2017
- Supercoppa di Lega Pro: 1

Foggia: 2017